# Оксфорд (графство, Онтаріо)

Графство Оксфорд (англ. Oxford County) — регіональний муніципалітет, розташований в Південно-західному Онтаріо. З 2001 року Графство Оксфорд функціонує як регіональний муніципалітет, незважаючи на те, що в офіційній назві досі міститься слово «графство».

## Історія
Межі первісного Графства Оксфорд в основному визначено в 1850.
З 1 січня 1975 значних змін у структурі округу Оксфорд набрали чинності, коли селища укрупнено й об'єднано в нинішніх п'яти. Три міських муніципалітети таки залишилися: Інгерсол, Тілсонбург і Вудсток. У нинішні кордони графства внесено корективи: зараз міські райони включають Тавісток на півночі і Тілсонбург на півдні.

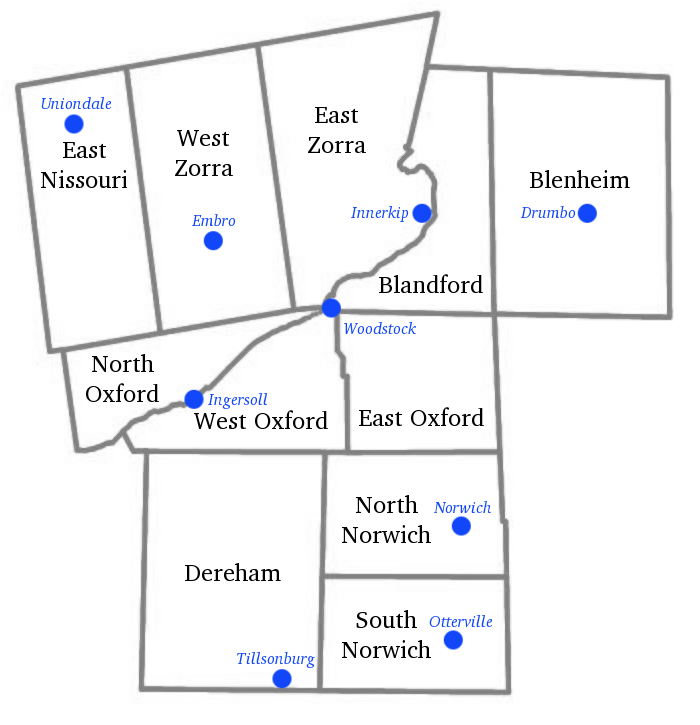
Оксфорд Графство в р. 1855

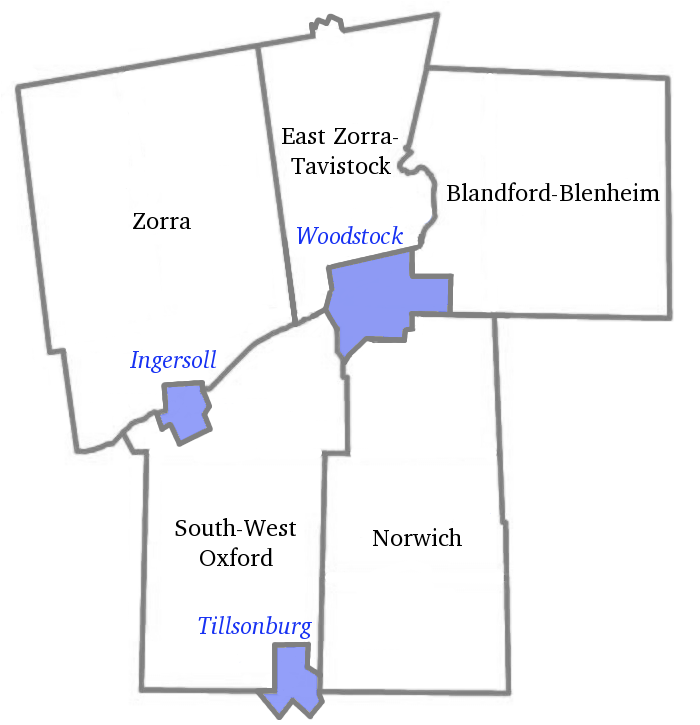
Оксфорд Графство в р. 1975

## Населення
- місто — Вудсток (англ. City of Woodstock)
- містечко Інгерсолл (англ. Town of Ingersoll[en])
- містечко Тіллсонбург (англ. Town of Tillsonburg[en])
- селище Бландфорд-Бленгейм (англ. Township of Blandford-Blenheim[en])
- селище Іст-Зорра—Тависток (англ. Township of East Zorra-Tavistock[en])
- селище Норвіч (англ. Township of Norwich[en])
- селище Саут-Вест-Оксфорд (англ. Township of South-West Oxford[en])
- селище Зорра (англ. Township of Zorra)